# Arcytophyllum serpyllaceum
Arcytophyllum serpyllaceum är en måreväxtart som först beskrevs av Diederich Franz Leonhard von Schlechtendal, och fick sitt nu gällande namn av Edward Everett Terrell. Arcytophyllum serpyllaceum ingår i släktet Arcytophyllum och familjen måreväxter. Inga underarter finns listade i Catalogue of Life.